# Ein Tamar
Ein Tamar (în ebraică: עֵין תָּמָר) este un moșav în nordul văii aride Arava în Israel.

## Geografie
Este situat la sud de Marea Moartă, se află sub jurisdicția  Consiliului Regional Tamar.

## Numele
Numele înseamnă Izvorul Curmalului, și e legat de prezența curmalilor în această regiune. 

## Istorie
Ein Tamar a fost înființat în august 1982 de 24 de familii din mai multe locuri din Israel